# Лукина, Раиса Александровна
Раиса Александровна Лукина (27 апреля 1904 — 18 января 1995) — советский и российский музыкальный редактор киностудии «Мосфильм».

## Биография
Родилась в Москве. Имела музыкальное образование по классу фортепиано.
Работала на киностудии «Мосфильм» более 50 лет в должности старшего музыкального редактора, на её счету — более 500 картин («Встреча на Эльбе», «Карнавальная ночь», «Берегись автомобиля», «Путь к причалу», «Тишина», «Щит и меч», «Маленькие трагедии», «Ирония судьбы, или С лёгким паром!», «Жестокий романс», «Сталкер», «О бедном гусаре замолвите слово», «Небеса обетованные»).

Многое было впервые. Звукооператор Виктор Зорин записал меня в «Песне о хорошем настроении» отдельно от оркестра. Сбежались смотреть все работники звукоцеха. В тонзале оркестром дирижировал Эдди Рознер, а я пела под простейший наушник, слушая оркестр, а поддерживала меня и вдохновляла музыкальный редактор Раиса Александровна Лукина— Гурченко Л. М. Аплодисменты. — М.: Современник, 1987
Среди её соратников-режиссёров: Сергей Эйзенштейн, Григорий Александров, Юлия Солнцева, Георгий Данелия, Эльдар Рязанов, Леонид Гайдай, Андрей Тарковский, Владимир Басов и многие другие.
Именно Лукина нашла по просьбе Таривердиева для фильма «Ирония судьбы, или С лёгким паром!» Аллу Пугачёву, для исполнения песни Мэри в «Маленьких трагедиях» Валентину Игнатьеву, а для «Жестокого романса» — Валентину Пономарёву.
Среди композиторов, сотрудничавших с Лукиной: Андрей Петров, Александр Зацепин, Микаэл Таривердиев, Гия Канчели, Эдуард Артемьев, Вениамин Баснер, Альфред Шнитке, Исаак Шварц, Евгений Крылатов, Николай Каретников, Эдисон Денисов и другие.
Скончалась 18 января 1995 года. Кремирована, урна с прахом захоронена в колумбарии Ваганьковского кладбища.

## Награды и премии
- Медаль «За трудовую доблесть» (6 марта 1950 года) — за выдающиеся заслуги в развитии советской кинематографии, в связи с 30-летием[7]